# کانستراکتا
کانستراکتا (انگلیسی: Constructa) شرکت لوازم خانگی آلمانی است، که در سال ۱۹۵۱ تأسیس شد.